# Colemanita
La colemanita és un mineral de la classe dels borats que rep el seu nom de l'americà William Tell Coleman (1824-1893), un dels fundadors de la indústria de bòrax Califòrnia i propietari de la mina on es va trobar per primera vegada aquest mineral el 1884.

## Característiques
La colemanita, amb fórmula CaB₃O₄(OH)₃(H₂O), és un mineral important de bor, sent el més important fins al descobriment de la kernita el 1926. Cristal·litza en el sistema monoclínic, i es pot trobar tant en hàbit granular massiu com en hàbit cristal·lí, tot i que el seu aspecte més comú és el nodular. Té molts usos industrials, com la fabricació de vidres resistents a la calor.
Segons la classificació de Nickel-Strunz, la colemanita pertany a «06.CB: Ino-triborats» juntament amb els següents minerals: hidroboracita, howlita i jarandolita.

## Formació i jaciments
La colemanita és un mineral que es troba en dipòsits evaporítics d'ambients lacustres alcalins. Es tracta d'un un mineral secundari que es forma per l'alteració del bòrax i la ulexita.